# بيتر ميرتنز
بيتر ميرتنز هو عالم اجتماع وسياسي بلجيكي، ولد في 17 ديسمبر 1969 في أنتويرب في بلجيكا. نشط حزبياً في Workers' Party of Belgium ‏. وقد انتخب عضو مجلس النواب البلجيكي ‏.